# 许家屯站
许家屯站位于辽宁省大连市瓦房店市许屯镇，是沈大铁路的一个车站，距沈阳站236公里，距大连站161公里，由沈阳铁路局大连车务段管辖，现为四等站，不办理旅客乘降、行李包裹托运，办理整车货物发到。

## 事故
- 2008年9月12日中午，长白山号1号车担当由大连开往沈阳北站的T541次列车，列车通过瓦房店站不久后，在沈大线K173+500M处因故障突然临时停车并请求救援，经过一个多小时后，负责救援的韶山4型6072号电力机车到达事发地点，救援机车牵引“长白山号”列车起动后不久，由于5号车厢的制动机无法缓解并抱闸运行，导致车厢内弥漫着一片烟雾；下午3时20分，“长白山号”列车被牵引至最接近的许家屯站，列车员打开车门引导旅客先行下车，但因列车严重晚点，而铁路方面又没有为旅客给出明确的解决方案，旅客情绪鼓躁甚至堵塞铁路；下午4时30分，卧轨的旅客将后续由大连开往沈阳的“辽东半岛号”列车拦停在许家屯站，要求铁路部门将旅客疏导至其他列车，至晚上10时后故障的“长白山号”及“辽东半岛号”列车才相继抵达沈阳。[2]